# Eleccions legislatives al Kazakhstan de 2007
El 18 d'agost de 2007 es van celebrar eleccions legislatives al Kazakhstan. El partit del president Nursultan Nazarbàiev, Nur Otan, va obtenir el 88% dels vots i va guanyar tots els escons possibles. Cap dels altres sis partits que concorrien a les eleccions va superar el llindar del 7% per a obtenir escons.

## Context
El 19 de juny de 2007, 50 dels 77 diputats del Majilis van votar a favor de sol·licitar al president Nursultan Nazarbàiev la seva dissolució, després que el Consell Constitucional dictaminés el 18 de juny que el Majilis només pot dissoldre's amb el permís del president, malgrat que la Constitució kazakh permet al Parlament fer-lo en una moció de censura. Nazarbàiev va acceptar la petició aquest mateix dia i el Majilis es va dissoldre oficialment el 20 de juny. La mesura va ser criticada per diversos destacats activistes de l'oposició, com el president del Partit Socialdemòcrata Nacional (JSDP), Jarmakhan Tuiakhbai, que va afirmar que les eleccions anticipades donaven poc temps per a preparar la jornada electoral.

## Sistema electoral
Un total de 107 escons estaven en joc en el Majilis, un augment de 30, després de les esmenes constitucionals introduïdes a l'inici de l'any. En virtut d'aquests canvis, 98 diputats van ser triats per llistes de partit, la qual cosa suposa un augment respecte als deu del Parlament anterior. Els nou escons restants es van reservar a diputats triats per l'Assemblea del Poble del Kazakhstan.

## Conducta
El JSDP, de l'oposició, que va obtenir gairebé el 5% dels vots, va denunciar les eleccions, i els observadors de l'Organització per a la Seguretat i la Cooperació a Europa van afirmar que les eleccions van mostrar alguns avanços, però també es van veure entelades per problemes, afirmant que «en més del 40% dels col·legis electorals visitats, [el recompte de vots] es va descriure com a dolent o molt dolent», la qual cosa va ser pitjor que en les últimes eleccions parlamentàries i presidencials. La parcialitat dels mitjans de comunicació estatals també es va considerar un problema.